# Przodek (taniec)
Przodek – polski taniec ludowy z regionu Wielkopolski, dość powolny, w metrum 3/4.
Nazwa pochodzi od słowa przodkować, czyli przewodzić, być na czele. Para zamawiająca taniec przoduje w tańcu i pokazuje reszcie tancerzy, jak tańczyć. Przed tańcem następuje zwyczajowa zapłata kapeli, aby grali właściwą melodię, często zaintonowaną z odpowiednim tekstem przez prowadzącego przodek.
Przodek wchodzi w skład grupy podstawowych tańców wielkopolskich, obok wiwata i równego (rodzaj oberka).
Istnieje kilka odmian tańca z różnych podregionów Wielkopolski. Notowane były także archaiczne odmiany z pogranicza Kaszub, Pałuk i Kujaw (obecnie zanikłe).

## Przodek biskupiański
Taniec z okolic Gostynia, ze wsi Domachowo. W tych okolicach stanowi drugi po wiwacie taniec w cyklu. Po nim następuje równy.
Przebieg tańca: Ojciec lub teść podchodzi do muzykantów zamawiając taniec i śpiewa przyśpiewkę np. Kazali mi orać, kłania się matce (teściowej) i obejmuje ją w pasie. Partnerka obejmuje partnera w pasie lub kładzie ręce na jego ramionach (w zależności od wzrostu). Tańczą razem w obrotach, drepcąc małymi kroczkami i obracając się wokół osi. Wokół pary biegną po kole kawalerowie trzaskając ze skórzanych batów, zmieniając od czasu do czasu kierunek obiegania. Czasem zatrzymują się, by przytupnąc lub klasnąć. Taniec kończy ojciec krzycząc: Choos!, co zatrzymuje muzykę. Następny taniec to równy.

## Przodek bukowiecki
Odmiana występuje w okolicach Bukówca Górnego koło Leszna. Podobnie jak na Biskupiźnie taniec zaczyna cykl tańców weselnych. ma charakter dostojny i honorowy. Mógł być zamawiany tylko przez szanowanych we wsi gospodarzy i był przez nich tańczony aż do północy. Dopiero po północy mogli go tańczyć młodzi uczestnicy wesela. Tradycje wykonywania tańca zachowały się wśród wykonawczyń z XIX wieku, min. Konstncji Małeckiej (ur. 1886) oraz Bibianny Grzesieckie (1889). W latach 30. XX w. został włączony w cykl tańców wykonywanych przez lokalny zespół prowadzony przez Marię Poloch (ur. 1904). Tradycję muzyczną wykonywania na instrumentach (dudy i skrzypce) przodka bukowieckiego zachowali muzykanci Piotr i Florian Ratajczykowie.
Przebieg tańca: Zamawiający z tancerką podchodzi do kapeli, zamawia taniec i intonuje przyśpiewkę. Wyprowadza tancerkę na środek izby. Gdy kapela zaczyna grać, tancerz bierze prawą dłoń partnerki i przytrzymuje przy swoim boku, lewą rękę trzyma płasko pod łopatką tancerki. Lewa dłoń tancerki leży na ramieniu tancerza. Tancerz obraca się w miejscu na jednej nodze prawie bez odrywania butów od podłogi, mocno akcentując nogą początki taktów. Tancerka go obiega drobnym krokiem. Kilkakrotnie zmieniają kierunek obrotów. Następnie prowadzący taniec zaprasza pozostałych uczestników do koła, wołając „Prosiemy za sobą”. Pary stopniowo dołączają, panowie klaszczą a panie machają chusteczkami. Następnie wszystkie pary tańczą walczyka po kole w prawo, pod słońce. Koło zatrzymuje taniec, gdy jeden z tancerzy nie zawoła: „Zolo!”. Następuje następna przyśpiewka i kolejny taniec w drugą stronę. Po przodku następowała polka w lewo.
Dookoła jednej pary biegają chłopcy, pokrzykując, dziewczęta powiewają chusteczkami. Przytupują i klaszczą w dłonie. Gdy partner zawoła: „Hos!”, chłopcy odchodzą i przodek się rozpoczyna. Wówczas partner śpiewa swoją ulubioną piosenkę i woła „Hej, proszę przed soby i za soby”. Zaprasza w ten sposób do kolejnego tańca.

## Przodek czeszewski
W Czeszewie powiat Wągrowiec wg Kolberga drużba rozpoczynający taniec bierze za partnerkę Pannę młodą. Wykręca się razem ją 3 razy dookoła okręcając nierozłączonymi rękami ponad głową i powtarzając tę figurę sześć razy. Następnie oddaje ją kolejnemu tancerzowi i ten również z nią tańczy w ten sposób. Wszyscy kawalerowie w izbie muszą przetańczyć przodek z Panną młodą. Ine pary w tym czasie się dołączają, tańcząc w podobny sposób wokół izby po kole.
Inny wariant z tych okolic jest prowadzony przez kobiety po oczepinach. Prowadzą one Pannę młodą, potem przekazują Panu młodemu a ten po przetańczeniu z nią oddaje taniec żonatym, by tańczyli z młodą.

## Przodek szamotulski
Nazwa pochodzi od miasta Szamotuły, ok. 30 km na północ od Poznania. Pierwotnie nie odbiegał od wariantów z innych ośrodków. W latach 30. XX wieku został dostosowany do występów na scenie. Tańczyło w nim wiele par równocześnie, wykonując różne figury.
Przebieg tańca:
1 część: tempo umiarkowane. tancerz i tancerka stojąa naprzeciw siebie, ręce mają połączone w skrzyżowaniu. Tancerz na raz tupie prawą nogą, potem prawą nogę wychyla w powietrzu przed lewą, następnie powtarza figurę przeciwnymi nogami – symentrycznie. Przy złączonych rękach z partnerką – przeprowadza ją na lewo i na prawo przed sobą. Następnie parnerka przebiega drobnymi krokami w lewo i w prawo, zgodnie ze zwrotem partnera. Według Oskara Kolberga tancerka lata przed tancerzem jak cewka w warsztacie to w lewą to w prawą stronę. Wreszcie obchodzi tancerza nie rozłączając z nim rąk, tylko je przewija tak, aby zając poprzednią pozycję. Część 2: Szybsza. Następują warianty figury z 1 części – przechodzenie partnerki wokół partnera z nierozłączanymi rękoma, za jego plecami, z powrotem raz jedną raz drugą stroną lub wiruje przed partnerem z pod wysoko podniesioną, złączoną z nim prawą ręką. Tancerz stoi w miejscu lub rytmicznie postukuje nogami. Możliwa jest także figura, w której oboje tancerze wirują wokół wspólnej osi ze złączonymi w łokciach prawymi, a następnie lewymi rękoma.